# Uroperitoneum
Als Uroperitoneum bezeichnet man die Ansammlung von Urin im Bauchraum bei Säugetieren. Häufigste Ursache ist beim Menschen eine Verletzung der Harnblase. Aber auch Verletzungen der Harnleiter, selten auch ein rupturierter persistierender Urachus können ein Uroperitoneum auslösen. Der Urin verursacht eine Bauchfellentzündung. Außerdem reichern sich harnpflichtige Substanzen im Blut an (Azotämie), weil die über die Niere ausgeschiedenen Stoffe im Bauchraum wieder aufgenommen werden.
Neben einer Azotämie kommt es zu Elektrolytstörungen (Hyperkaliämie, Hyponatriämie, Hypochlorämie). Für den Hund sind ein Kreatininwert in der Bauchhöhlenflüssigkeit, der 2fach über dem des Blutserums liegt, und ein Kalium-Wert über dem 1,4fachen des Serumwertes diagnostisch. Beim Menschen wird zur Diagnostik meist eine retrograde Zystographie durchgeführt, mit der der Urinfluss in den Bauchraum nachweisbar ist.
Die Behandlung erfolgt durch chirurgische Reparatur des Lecks der harnableitenden Wege.